# 莎车县
38°25′N 77°15′E / 38.417°N 77.250°E
莎车县（維吾爾語：يەكەن ناھىيىسى‎，拉丁维文：Yeken Nahiyisi）是中国新疆维吾尔自治区喀什地区所辖的一个县。总面积为8969平方公里，常住人口約86万人。莎车是古“丝绸之路”的交通要冲，军事驻守重地，人类口头和非物质文化遗产、维吾尔音乐经典“十二木卡姆”的故乡。

## 历史
莎车县曾有亚儿岗、鸭儿看、叶尔羌等汉语名称，《西域同文志》释为：“叶尔，谓地；羌，宽广之意。地宽广，故名。”。县域在漢代为西域三十六国之一的莎車國。三国至南北朝称渠莎，属疏勒國。隋後属于阗國。後屬西遼，元为察合台后王封地。先後為为东察合台汗国、叶尔羌汗国都城。清代稱葉爾羌，乾隆二十六年（1761年），設葉爾羌辦事大臣。光绪九年（1883年），置莎车直隶州，州治莎车，辖叶城。光绪二十八年（1902年），直隶州升为莎車府，隶喀什噶尔道，辖蒲犁分防厅、巴楚州、叶城县、皮山县。民国元年（1912年），莎车府改为莎车县。民国十七年（1929年），莎车县分成莎车、叶尔羌两县。民国三十一年（1943年），复并。同年增设莎车督察专区，辖莎车、泽普、叶城、麦盖提4县。
- 1949年，为莎车专区驻地，仍辖4县。
- 1956年，撤銷莎车专区，归喀什专区。
- 2014年，析托木吾斯塘乡设立叶尔羌街道。撤销古勒巴格乡，设立古勒巴格镇。
- 2016年，撤销米夏乡，设立米夏镇。
- 2018年，新设城中街道、城东街道、城西街道、城北街道。

## 人口
2020年末，根据第七次人口普查数据显示：全县常住人口为860800人。 总户数22.5万户，人口89.2万人，其中男性45.18万人。维吾尔族859481人，汉族24958人，哈萨克族9人。

## 地理
莎车县位于新疆西南边陲，东南与泽普县、叶城县隔叶尔羌河相望，东北与麦盖提县为邻，北与巴楚县接壤，西北与岳普湖縣、疏勒县毗邻，西接英吉沙縣、阿克陶县，西南邻塔什库尔干塔吉克自治县。地处昆仑山北麓叶尔羌河冲积扇平原中上游。全县总面积9037平方公里。地势由西向东倾斜，平均海拔1231.2米。属暖温带大陆性气候，四季分明，气候干燥，日照长，蒸发量大。年无霜期220天左右，年平均气温11.4℃，年日照时数2965小时，年平均降水量56.6毫米。水资源总量18亿立方米，其中地表水年径流量15亿立方米，地下水总储量2.9亿立方米。

## 行政区划
莎车县下辖5个街道办事处、14个镇、14个乡、1个民族乡：
叶尓羌街道、城中街道、城东街道、城西街道、城北街道、莎车镇、恰热克镇、艾里西湖镇、荒地镇、阿瓦提镇、白什坎特镇、依盖尔其镇、古勒巴格镇、米夏镇、托木吾斯塘镇、塔尕尔其镇、乌达力克镇、阿拉买提镇、阿扎特巴格镇、阿热勒乡、恰热巴格乡、英吾斯塘乡、阿热斯兰巴格乡、孜热甫普夏提塔吉克族乡、亚喀艾日克乡、喀群乡、藿什拉甫乡、达木斯乡、伊什库力乡、拍克其乡、阔什艾日克乡、墩巴格乡、巴格阿瓦提乡、喀拉苏乡、喀什监狱、莎车县良种繁育场、莎车县第一林场、莎车县国营二林场、莎车县园艺场、莎车县蚕种场、莎车县鱼苗场、农科院莎车农业试验站和莎车县工业园区。

## 交通
- 217国道、 219国道、 315国道过境。

## 全国重点文物保护单位
- 莎车加满清真寺